# Casimir Reymond
Ne doit pas être confondu avec Casimir Raymond.
Pour les articles homonymes, voir Reymond.
Casimir Reymond, né à Vaulion le 9 avril 1893 et mort à Lausanne le 16 juillet 1969, est un artiste peintre, sculpteur, cartonnier, enseignant et directeur d'école vaudois.

## Biographie
Casimir Reymond, étudie la peinture à l'école des beaux-arts de Genève (1910-1913) puis se tourne vers la sculpture. Il obtient la bourse fédérale des beaux-arts en 1914. Il crée un relief à motif biblique pour la cathédrale de Lausanne (1918-1919), participe à plusieurs expositions à Paris (1921-1925) et réalise les monumentales cariatides néoclassiques en marbre pour le hall d'entrée du Tribunal fédéral (1925-1927). Il réalise des bustes impressionnants d'artistes de son temps, comme Félix Vallotton (1923) ou Charles-Ferdinand Ramuz (1927). 
Il séjourne à Paris de 1929 à 1932. Dès 1932, il enseigne à l'école cantonale de dessin et d'art appliqué de Lausanne, qu'il dirige en 1933-1934 et de 1945 à 1955. 

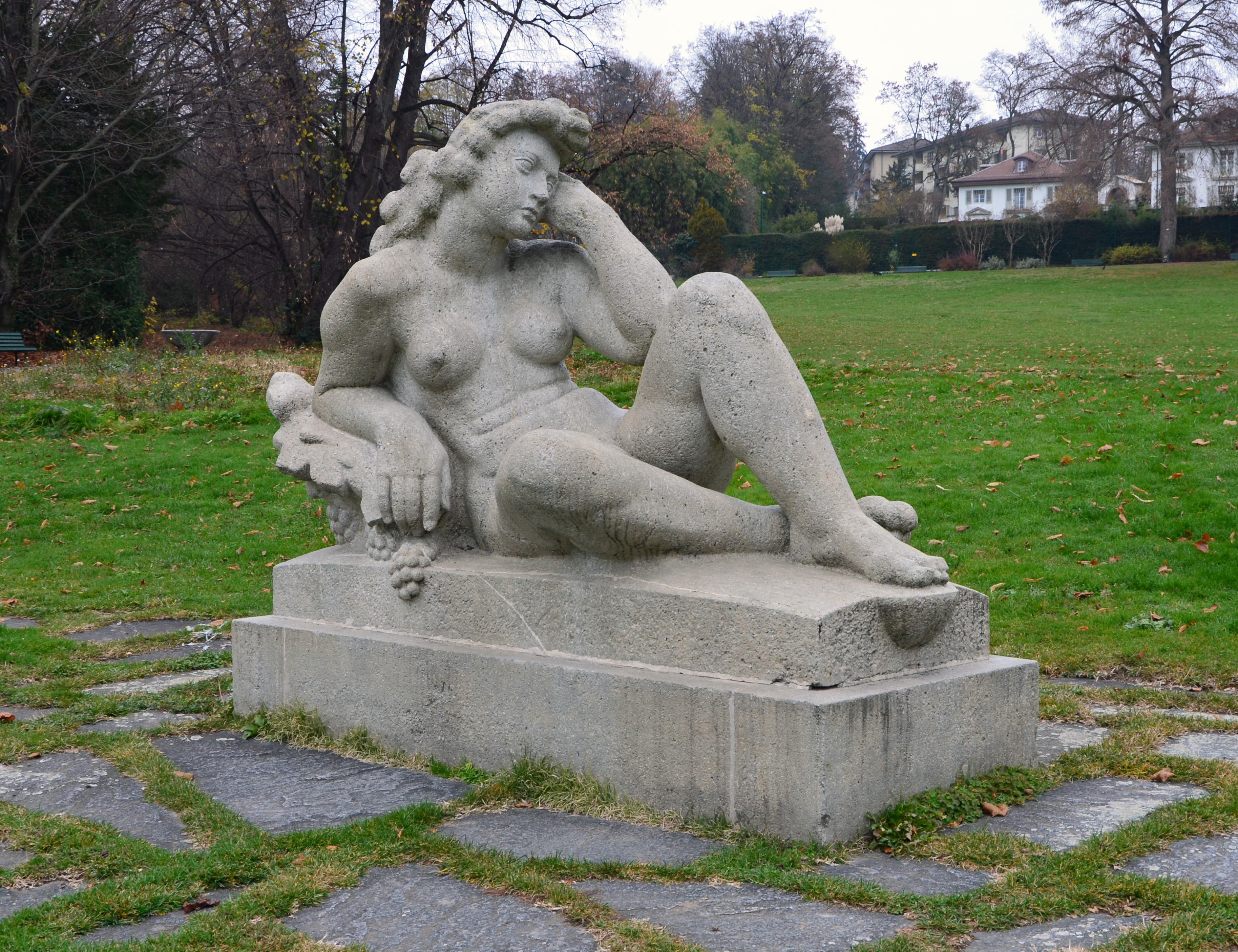
La Vendangeuse, dans le parc du Denantou, à Lausanne.

Sympathisant, et même « compagnon de route » du Parti suisse du Travail, il est surtout connu du grand public pour ses sculptures qui ornent la ville de Lausanne, en particulier les deux statues monumentales de l’Artisanat et de l’Agriculture (35 tonnes de grès chacune) qui flanquent l’entrée principale du Comptoir suisse, ou les formes féminines opulentes de La Vendange (1938-43), dans le parc du Denantou à Lausanne. Cette dernière notamment provoque un réel scandale. Assez classiques aussi, ses portraits sculptés de personnalités politiques et culturelles vaudoises, dont certains pourtant, par l’exagération des traits, recèlent une grande force d’expression. Dès 1960, l’artiste s’autorise plus d’audace : ainsi ses portraits en ciment non poli (en particulier celui d’Edmond Gilliard).
Il reçoit le prix Wilhelm Gimmi en 1968 peu avant son décès. 